# Bird Soldier -Bright Sky-
Bird Soldier -Bright Sky- (超光部隊バードソルジャー Bright Sky) es una película japonesa, del 13 de octubre de 2006, producida por Zen Pictures. Es una película del género tokusatsu, de acción y aventuras, con artes marciales, protagonizado por Shizuko Takaoka, Miho Nagata, Hiroko Ishii, y dirigida por Kotaro Ishikawa. 
El idioma es en japonés, pero también está disponible con subtítulos en inglés, en DVD o descargable por internet.

## Argumento
Bird Soldier blanco (Marina) ha sido herida en su lucha contra un insecto. Natsumi (Bird amarillo) y Sayaka (Bird rojo) están preocupadas por ello.
El equipo Bird Soldier descubre un nido de insectos y se enfrentarán intensivamente contra ellos, pero la reina de los insectos acude en su ayuda. La batalla para liberar a la Tierra de los insectos será muy dura.

## Películas de las heroínas Bird Soldier
- Bird Soldier -Dark Cloud- (2006)
- Bird Soldier -Bright Sky- (2006)
- Bird Soldier -Rising- (2007)
- Bird Soldier -Sunset- (2007)
- Science Team Bird Soldier White (2008)
- Bird Pink in Crisis (2009)